# Zofia Tetelowska
Zofia Tetelowska (ur. 21 listopada 1921 w Radwanowicach, zm. 18 czerwca 2003 w Krakowie) – polska społeczniczka.

## Życiorys
Córka Franciszka i Stanisławy, siostra Ireny Tetelowskiej-Szewczyk. 
Ukończyła gimnazjum żeńskie na Oleandrach w Krakowie. Z powodu wybuchu II wojny Światowej nie rozpoczęła planowanych studiów medycznych. W czasie okupacji była sanitariuszką o ps. "Zulat" w Narodowej Organizacji Wojskowej. Po śmierci ojca w 1941 r. przejęła prowadzenie gospodarstwa dworskiego. Po wojnie gospodarstwo nie zostało rozparcelowane. 
20 maja 1987 roku założyła Fundację im. Brata Alberta, przekazując na rzecz utworzenia Schroniska dla Niepełnosprawnych cały swój majątek, składający się z rodzinnego dworu, zabudować gospodarczych i 10 ha gruntów rolnych w Radwanowicach. Została pierwszą przewodniczącą Zarządu Fundacji, powołując w jego skład Stanisława Pruszyńskiego, Stanisława Grochmala i Tadeusza Isakowicza-Zaleskiego. Do końca życia mieszkała wraz z osobami niepełnosprawnymi w Radwanowicach.

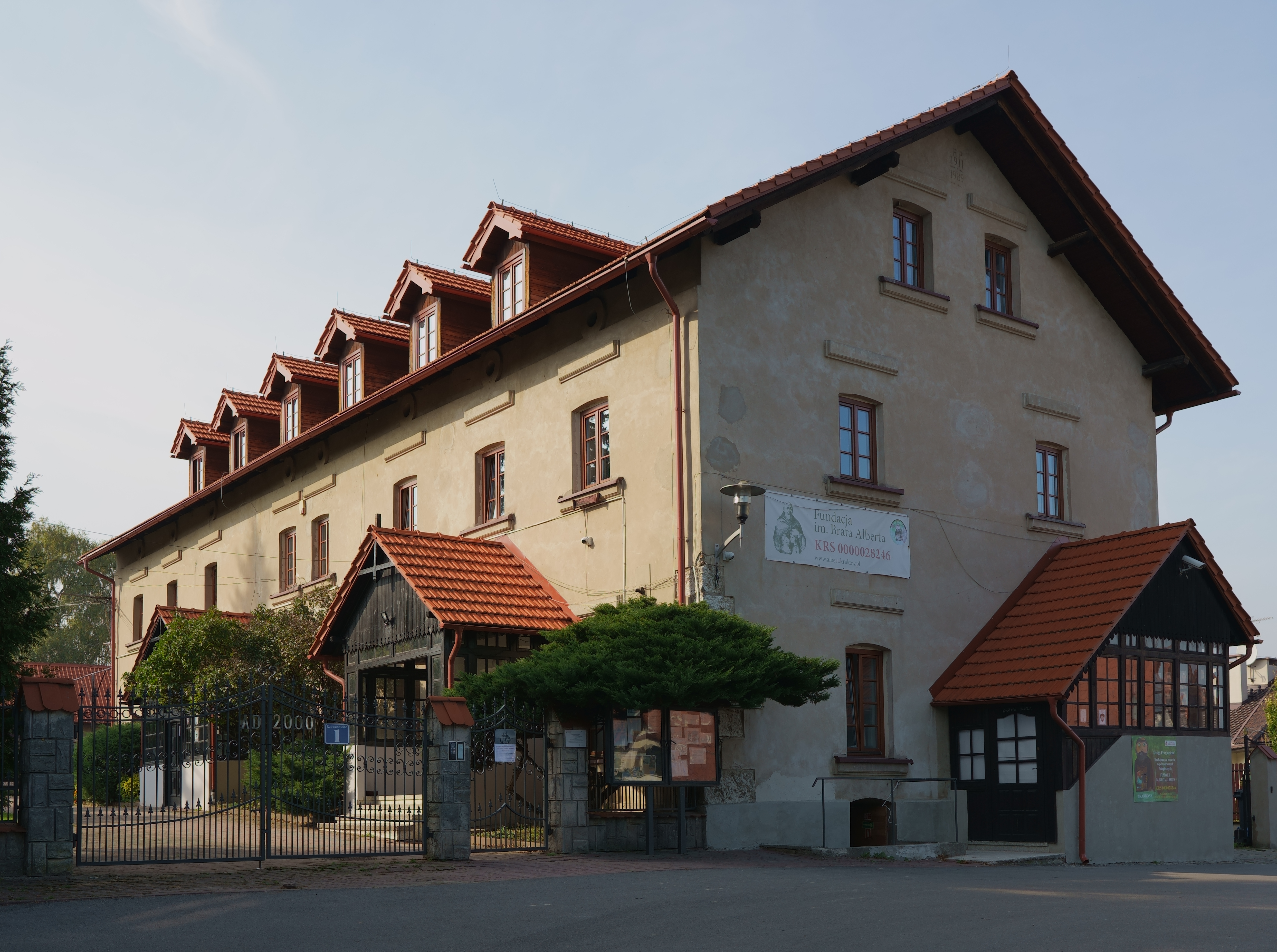
Dwór rodzinny Zofii Tetelowskiej w Radwanowicach

Zgodnie ze swoją wolą została pochowana na cmentarzu w Rudawie. Jej pogrzeb prowadził kardynał Franciszek Macharski

## Upamiętnienie
Była laureatką: medalu papieskiego "Pro Ecclesia et Pontyfice" (Za Kościół i Pontyfikat), nadanego w 1992 r. przez Jana Pawła II, Medalu św. Jerzego, nadanego przez redakcję "Tygodnika Powszechnego" (1997), Medalu św. Brata Alberta, nadanego przez Kapitułę Medalu św. Brata Alberta (1997), nagrody "Śladem Człowieka", nadanej przez krakowską redakcję "Gazety Wyborczej" (1998). 
Jej imię nosi Schronisko dla Niepełnosprawnych i jedna z ulic w Radwanowicach.
Od 2017 Fundacja im. Brata Alberta wręcza zasłużonym osobom Medal im. Zofii Tetelowskiej.